# 伊斯格爾
伊斯格爾（esegel，或写作Äsägel、Askel、Askil、Ishkil、Izgil），是一铁勒部落，是一支乌古尔突厥语族群，在中世紀時加入伏爾加保加利亞，成為保加爾人一部份。他們可能是铁勒中的思結部，最初是西突厥弩失畢部一部分，後遷往中亞與處月部等部融合，在9世紀抵達伏爾加保加利亞，成為保加爾人一部分。
伊斯格尔人在横跨欧亚大陆的诸多记载中留下大量名字的变体。M. Räsänen认为其词源来自乌拉尔-阿尔泰语的Es-kil/Es-gil“古城”，列夫·古米廖夫最初将Izgil人与九姓乌古斯思结部联系起来，但后来又与铁勒奚結部联系起来。Zuev (2002)将Izgil（> 中古汉语 *a-siək-kiet 阿悉結，西突厥一部）与Igil（> 中古汉语*ɣiei-kiet 奚結，铁勒一部）区分开来。Zuev有争议地将Igils/奚結同保加尔部落Vokil、河中地区的印欧语系人群Augaloi关联起来。
Róna-Tas提出了伊朗起源说：西部古突厥语Askil, Äsägäl < äθägäl < haθyaka arya“外国人”（奥塞梯语 æcægælon < æcægæ + ælon）。而Tatár (2012)不同意奥塞梯语æcægælon与Äskäl同源，因为匈牙利语同奥塞梯语的同源词应为**Æčgæl（**Ecsgel），而非塞凯伊人的内名székely（Tatár认为其是从Äskil演化而来：词首元音在/s/ & /k/之间出现元音之前或之后消失）。Tatár构拟*Äskil为西突厥部落内名，包含突厥语复数与概略化后缀-GIl，以及伊朗部落名As。她认为，As最早是伊朗语马萨革泰人的一部分，在1世纪加入奄蔡；其中一部分后来从伊朗语As人群中分离出来，成为古突厥的臣民或盟友，并突厥化为Äskil，变成后突厥的敌人。Tatár还指出，若是székely < æcægæl（即便是突厥语来源而非匈牙利语），则“伏尔加保加利亚的Äskil人和塞凯伊人一定有着不同起源，因为æcægæl不是Askil的来源。”
Zuev指出了西突厥弩失畢部阿悉結与匈尼特人名Askil/Askel的联系，如同宣信者狄奥法内斯（760–818）的《年代纪》（Chronography）中提及：
“当月（563年7月），Hermihions（希腊语Ερμηχιονιονων；拉丁语Ermechionorum）的王Askil/Askel的使者来到君士坦丁堡，他们位于近海的野蛮人中。”
Zuev (2004)总结了学者们关于Izgil人同中国史料所载突厥语族群的关系的观点：
- 岑仲勉 (1958)认为Izgil人是西突厥阿悉結部（据Naito是铁勒一部），Harmatta (1962:140-142)、Klyashtorny (2001:50-51)也这样认为；
- 岑仲勉还认为Izgil与拔野古部頡質略的名字有关；
- Ögel (1945)、Tasağil (1991:57)将Izgil、Sekel与铁勒思結部与后来的九姓乌古斯相关联；
- Ögel进一步将思結、阿悉結、Izgil与处月部相联系；而Zuev指出，处月部[18]不属于所谓“十箭联盟”[19]，而阿悉結属于。[8]

《新唐书》载，西突厥在651年的五部统称为弩失畢，并指出第一部阿悉結部（Zuev认为他们就是伊斯格尔人）的首领是闕俟斤，他们“最繁荣富强，士兵多达数万人”。
阿拉伯使者艾哈迈德·伊本·法德兰于921-922年造访了Itil河（即伏尔加河）沿岸，在游记中提到了保加尔人部落Askel。波斯民族学家Ahmad ibn Rustah列出了伏尔加保加尔人三部：“第一支是Bersula人，第二支是Esegel人，第三支是Oghuz人”。Askel部的古城遗址位于Aşlı。
其他波斯记录也有些提到了伊斯格尔人，如《地理学》（982）将Ishkil列为保加尔人三部之一，他们之间经常发生冲突。《Zain al-ahbar》（11世纪中叶）的作者Gardizi写道：“在保加尔人与同样是保加尔人的Eskel人的领地之间，是一片马扎尔人地区。他们也是突厥部落。”君士坦丁七世写道，“马扎尔突厥人”的民族内名是Savartoiaskaloi，即Savart（Suvar/Sabir）与Eskel。Zuev总结道：有人认为，Eskel人与匈牙利人（马扎尔人）混合了。Zuev提出，塞凯伊人是伊斯格尔人的后裔。而Róna-Tas以历史与语音的不对应为由，拒绝将他们联系起来，也拒绝伊斯格尔人同处月部的联系。